# Pandanus paloensis
Pandanus paloensis är en enhjärtbladig växtart som beskrevs av Adolph Daniel Edward Elmer. Pandanus paloensis ingår i släktet Pandanus och familjen Pandanaceae.
Artens utbredningsområde är Filippinerna. Inga underarter finns listade.